# Stratton St Michael
Stratton St Michael – wieś w Anglii, w hrabstwie Norfolk, w dystrykcie South Norfolk, w civil parish Long Stratton. Leży 17 km od miasta Diss.
W 1931 roku civil parish liczyła 249 mieszkańców.